# Ten (パール・ジャムのアルバム)
- Ten
- TEN
- テン

『ten』は、アメリカ合衆国のロック・バンド、パール・ジャムが1991年に発表したデビュー・アルバム。
全米Billboard 200では最高2位、全英では最高18位を記録した。本作は2013年2月にニールセン・サウンドスキャン調べでアメリカにおける累計販売枚数が1000万枚に到達した（ただし、RIAAでは2009年3月31日に1300万枚に相当するマルチプラチナム×13に認定している）。
また、2009年3月24日にはリマスター、ブレンダン・オブライエンによるリミックスが行われ、ボーナストラックが追加されて再発売された。

## 経緯
1991年、シアトルにあるロンドン・ブリッジ・スタジオにて約1か月あまりで録音された。プロデューサーは、リック・パラシャー。発売当初、チャート・アクションは芳しくなかったが、ニルヴァーナの『ネヴァーマインド』が大ヒットし、同郷のパール・ジャムにも注目が集まり、徐々にチャートを上げ、1年をかけて全米2位を記録した。このアルバムのドラマー、デイヴ・クルーセンは、アルバム発売前に脱退。
「Jeremy」は、ある少年が教室で拳銃自殺してしまったという記事をエディ・ヴェダーが読んだのが切っ掛けで、それを彼のクラスメイトが虐められていたという記憶に結びつけて書き上げられた曲である。
また、「Once」「Aive」は元々、バンド結成前にボーカリスト・ドラマー募集のため作成された5曲のデモ曲のうちの2曲であり、ジャック・アイアンズからデモテープを渡されたヴェダーが、歌詞を書き加えた上でボーカルをオーバー・ダブし、バンドに加入するきっかけとなった。

## 評価
結成してすぐのレコーディングだったため、完成度は低いという評価もある。サウンドに大きな特徴はないものの、近親相姦関係に悩む男がやがて幼女を狙う殺人鬼と化し、死刑にされるまでを描いたとされる三部作、「Black」などに早くもヴェダーが頭角を現している。
デビュー・アルバムとしては驚異的な売り上げを記録したにもかかわらず、当時の日本では「のっぺりしている」「メリハリがない」「従来のヘヴィ・ロックとの差異がみうけられない」といった批評をうけた。以降、日本における評価が確立するまで時間を要した。
『ローリング・ストーン』誌が選んだ「オールタイム・グレイテスト・アルバム500」と「オールタイム・ベスト・デビュー・アルバム100」に於いて、それぞれ160位と46位にランクイン。

## 収録曲
| #   | タイトル      | 作詞   | 作曲                                     | 時間 |
| --- | ------------- | ------ | ---------------------------------------- | ---- |
| 1.  | 「Once」      | Vedder | Gossard                                  | 3:51 |
| 2.  | 「Even Flow」 | Vedder | Gossard                                  | 4:53 |
| 3.  | 「Alive」     | Vedder | Gossard                                  | 5:40 |
| 4.  | 「Why Go」    | Vedder | Ament                                    | 3:19 |
| 5.  | 「Black」     | Vedder | Gossard                                  | 5:43 |
| 6.  | 「Jeremy」    | Vedder | Ament                                    | 5:18 |
| 7.  | 「Oceans」    | Vedder | Vedder, Gossard, Ament                   | 2:41 |
| 8.  | 「Porch」     | Vedder | Vedder                                   | 3:30 |
| 9.  | 「Garden」    | Vedder | Gossard, Ament                           | 4:58 |
| 10. | 「Deep」      | Vedder | Gossard, Ament                           | 4:18 |
| 11. | 「Release」   | Vedder | Ament, Gossard, Krusen, McCready, Vedder | 9:04 |

Rceorded at London Bridge Studio - Seattle, Washington
Produced by: Rick Parashar
| #   | タイトル        | 作詞   | 作曲                                     | 時間 |
| --- | --------------- | ------ | ---------------------------------------- | ---- |
| 12. | 「Alive」(live) | Vedder | Gossard                                  | 4:54 |
| 13. | 「Wash」        | Vedder | Ament, Gossard, Krusen, McCready, Vedder | 3:33 |
| 14. | 「Dirty Frank」 | Vedder | Abbruzzese, Ament, Gossard, McCready     | 5:38 |

ライブ録音日：1991年8月3日、ワシントン州シアトル RKCNDY
| #   | タイトル                                       | 作詞・作曲       | 時間 |
| --- | ---------------------------------------------- | ---------------- | ---- |
| 12. | 「I've Got a Feeling」(ザ・ビートルズのカバー) | Lennon/McCartney | 3:42 |
| 13. | 「Master/Slave」                               |                  | 3:50 |

| #   | タイトル                    | 作詞   | 作曲                                     | 時間 |
| --- | --------------------------- | ------ | ---------------------------------------- | ---- |
| 12. | 「Brother」                 | Vedder | Gossard                                  | 3:59 |
| 13. | 「Just a Girl」             | Vedder | Gossard                                  | 5:02 |
| 14. | 「Breath and a Scream」     | Vedder | Gossard                                  | 5:58 |
| 15. | 「State of Love and Trust」 | Vedder | McCready, Ament                          | 4:49 |
| 16. | 「2,000 Mile Blues」        | Vedder | Ament, McCready, Krusen                  | 3:58 |
| 17. | 「Evil Little Goat」        | Vedder | Ament, Gossard, Krusen, McCready, Vedder | 1:29 |

Remixed by Brendan O'Brien
| #   | タイトル                                   | 作詞   | 作曲                                         | 時間 |
| --- | ------------------------------------------ | ------ | -------------------------------------------- | ---- |
| 18. | 「Why Go」(live at The Academy Theater)    | Vedder | Ament                                        | 4:01 |
| 19. | 「Even Flow」(live at The Academy Theater) | Vedder | Gossard                                      | 5:10 |
| 20. | 「Alone」(live at The Academy Theater)     | Vedder | Abbruzzese, Ament, Gossard, McCready, Vedder | 3:26 |
| 21. | 「Garden」(live at The Academy Theater)    | Vedder | Gossard, Ament                               | 5:42 |

ライブ録音日：1992年12月31日、ニューヨーク州ニューヨーク The Academy Theater

## レコーディング・メンバー
- エディ・ヴェダー - ボーカル
- マイク・マクレディ - リードギター
- ストーン・ゴッサード - リズムギター
- ジェフ・アメン - ベースギター
- デイヴ・クルーセン - ドラムス

## 参加ミュージシャン
- Walter Gray (Cello)
- Rick Parashar (Piano, Organ, Percussion)

## スタッフ
- Rick Parashar (Producer)
- Tim Palmer (Fire Extinguisher, Pepper Shaker, Mixing)
- Don Gilmore, Dave Hillis, Adrian Moore (Additional Engineers)
- Bob Ludwig (Mastering)

- Lance Mercer (Photos)
- Steve Pitstick (Additional Art)
- Lisa Sparagano, Risa Zaitschek (Design)